# Reinier Nooms

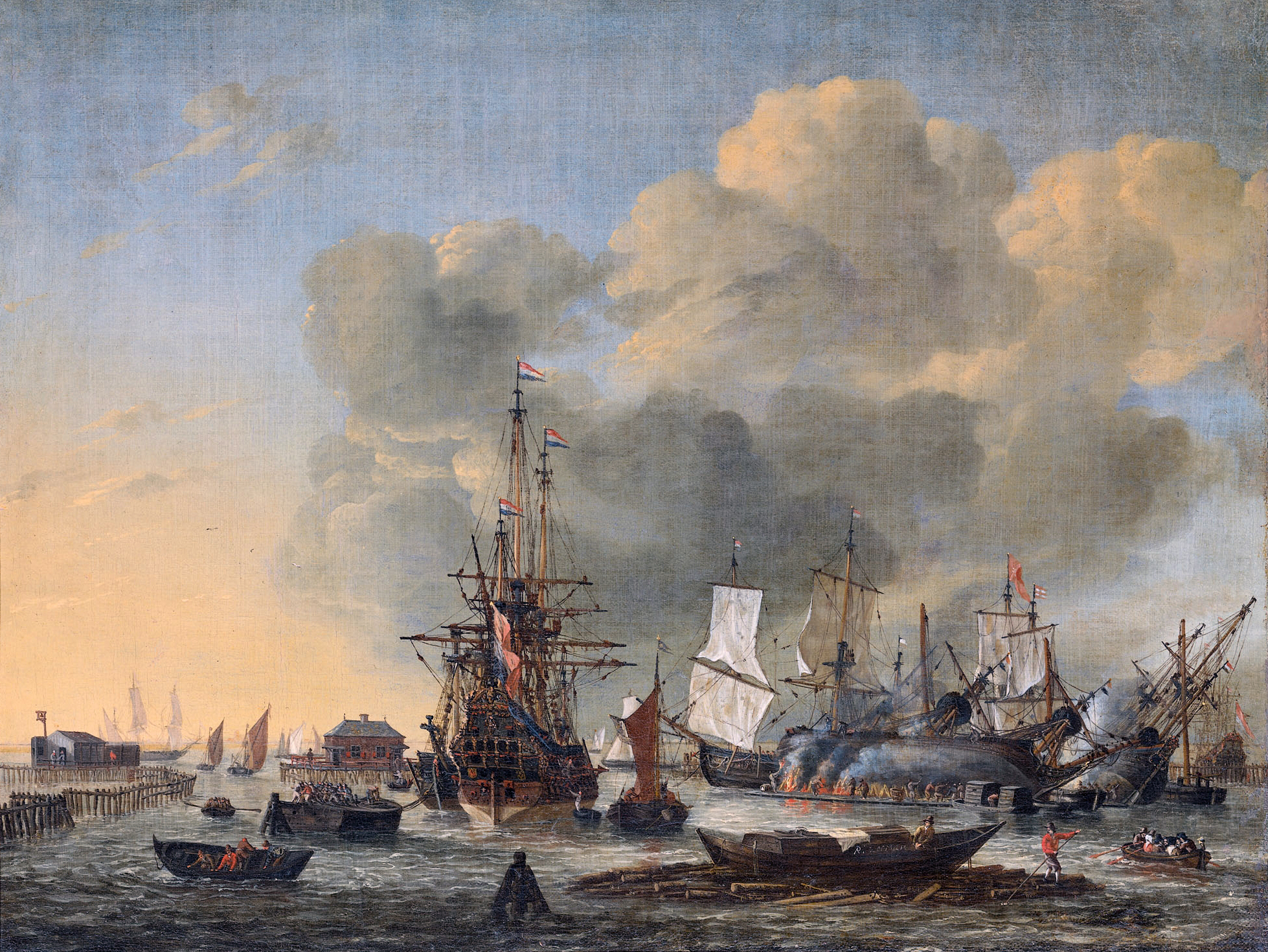
Navi al calafataggio nell'Ij ad Amsterdam

Reinier Nooms, o Reijnier Nooms o Regnier Nooms o Reynier Nooms o Remigius Nooms o Remy Nooms, detto Zeeman o Seeman (Il marinaio) (Amsterdam, 1623 – Amsterdam, 1664), è stato un incisore, pittore e disegnatore olandese del secolo d'oro.

## Biografia

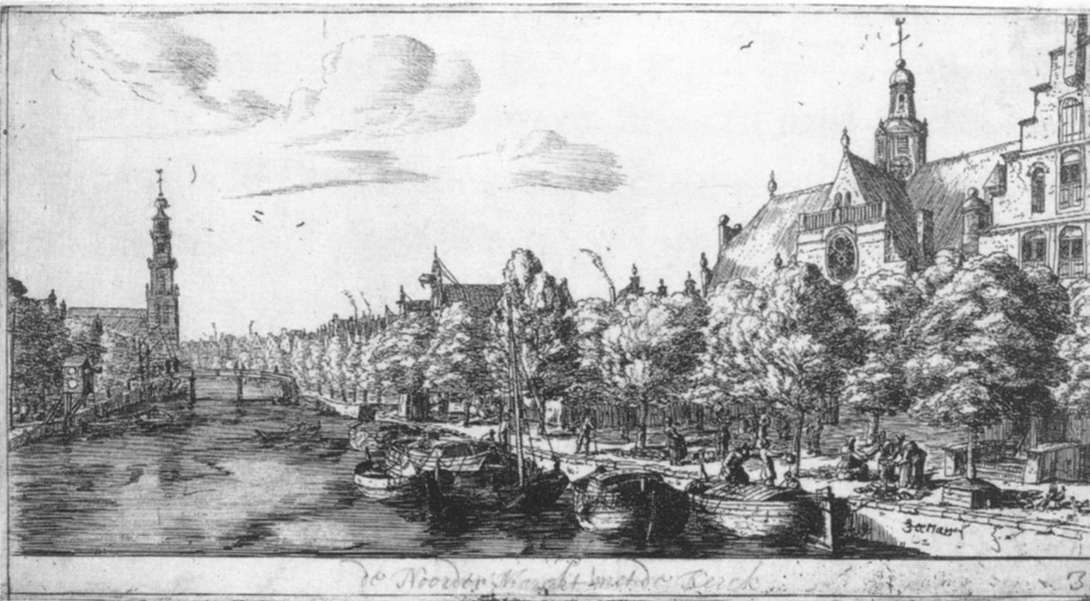
Il Prinsengracht e la Noorderkerk ad Amsterdam (1657-1662)

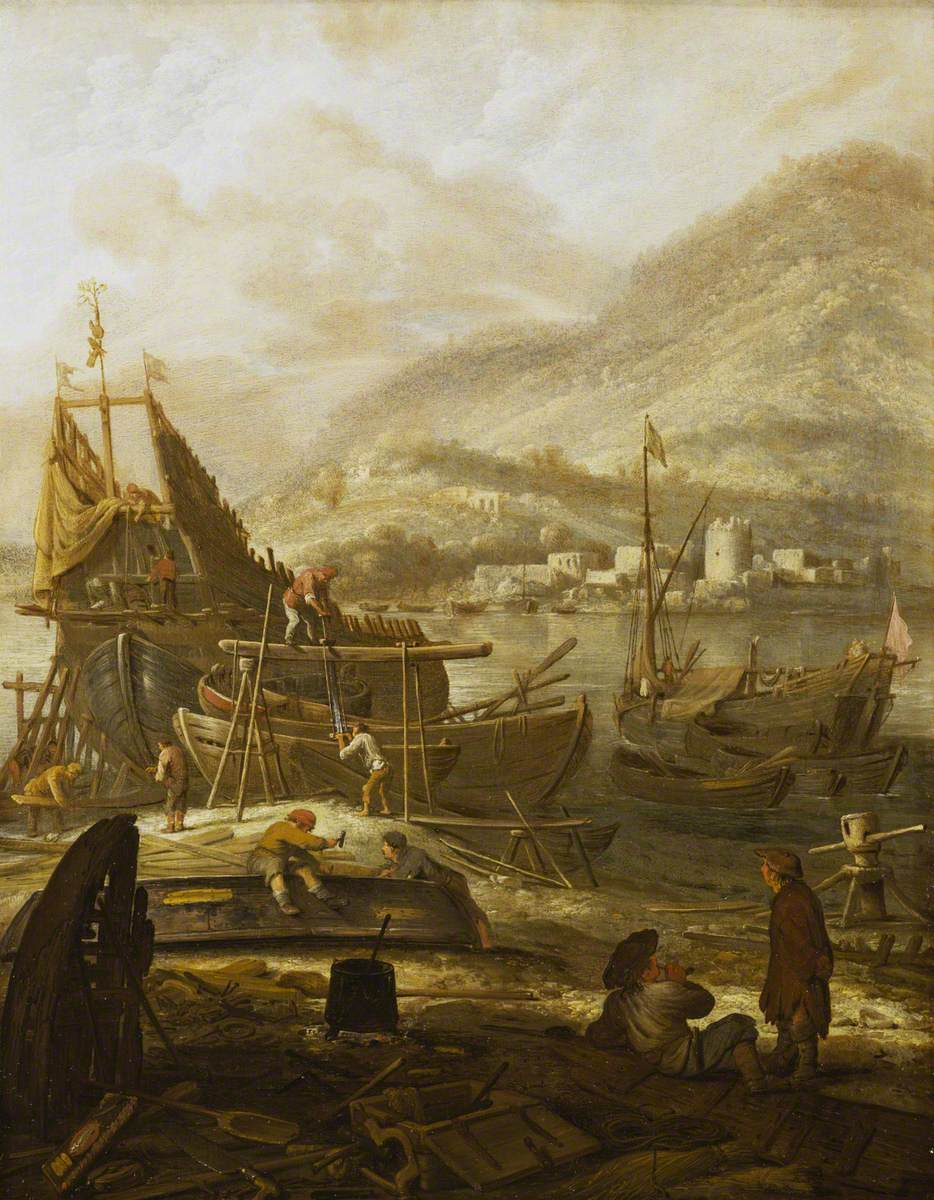
Shipbuilding at Porto Santo Stefano, Italy, conservato nel National Maritime Museum di Greenwich

Nato molto probabilmente ad Amsterdam e figlio di pescatori, lavorò inizialmente come mozzo, navigando per tutto il Mediterraneo e lungo le coste occidentali dell'Africa, seguendo le principali rotte commerciali olandesi. Plausibilmente autodidatta, operò a Leida nel 1645, a Londra, a Berlino per il re Federico I, a Parigi dal 1650 al 1652, dove giunse per l'interessamento di protettori e divenne famoso come pittore di marine e paesaggi urbani, e ad Amsterdam dal 1652 al 1664.
Realizzò principalmente marine, vedute costiere, paesaggi, in particolare invernali e all'italiana, e architetture, utilizzando colori ad olio.
Fu anche acquafortista: incise tavole relative a Parigi (Le Faubourg Saint-Marcel, Veduta del Louvre, rappresentazione fedele del palazzo), architetture d'Amsterdam e porti olandesi, per un totale di 170. Queste incisioni furono tra le prime a rendere in modo accurato le architetture delle città e furono precorritrici delle numerose vedute cittadine del XVIII° secolo. Ad esse trovò ispirazione l'incisore francese Charles Meryon.
Le sue opere più originali sono le marine, come ad esempio il piccolo quadro Marine, ora al Louvre, o La rada (Statens Museum for Kunst), in cui l'artista evidenzia gli effetti colorati della luce tra acqua e cielo e che presentano reminiscenze di Ludolf Backhuysen e Willem van de Velde. Queste opere appartengono alla fase stilistica "tonale" di metà secolo. Più convenzionale è, invece, il quadro La battaglia di Livorno con il gran dispiegamento di vascelli, che ricorda le opere di Hendrik Cornelisz Vroom. I suoi paesaggi all'italiana, come Porti mediterranei e Baia portuale d'Italia, sono caratterizzati da colori molto caldi e una luminosità dorata, evocante l'atmosfera del meridione, e hanno un carattere più romantico, che anticipa lo stile più drammatico di fine secolo. Particolarità delle sue marine è la cura nella descrizione dei particolari, denotante la conoscenza dei lavori marinareschi: infatti rappresentava spesso scene del lavoro giornaliero dei marinai e dei lavoratori addetti al calafataggio.
Era solito firmare le sue opere con R.Zeeman.

## Opere
- Navi olandesi in attesa di riparo nell'Ij ad Amsterdam, olio su tela, 63 x 83 cm, Collezione privata[5]
- Navi al calafataggio nell'Ij ad Amsterdam, olio su tela, 49 × 64 cm, 1635 circa, Rijksmuseum, Amsterdam
- Prima della Battaglia delle Dune, olio su tela, 91,4 × 111,8 cm, National Maritime Museum, Greenwich[6]
- Navi che salpano dal porto di Algeri, olio su tela, 49,5 × 59,7 cm, National Maritime Museum, Greenwich[7]
- La battaglia navale di Livorno, olio su tela, 142 × 225 cm, Rijksmuseum, Amsterdam[8]
- Veduta del porto di Amsterdam, olio su tela, High Museum of Art, Atlanta[9]
- Shipbuilding at Porto Santo Stefano, Italy olio su tela, National Maritime Museum, Greenwich
- Marina, pennello e inchiostro di china, firmato in basso a destra R. Zeeman[10]